# Carl Beines
Carl Beines   (Rheydt, 15 de desembre de 1869 - Bad Wörishofen, 8 d'octubre de 1950) va ser un violinista alemany.
Durant deu anys va dirigir l'orquestra Gürzenich de Colònia, a més de pianista, compositor, director de cor i professor de cant. Els seus alumnes més famosos van ser els tenors Richard Tauber i Herbert Ernst Groh, i els barítons Joseph Hermann i Gotthelf Pistor. També va estudiar amb Beines la malaurada soprano Ruth Poritzky. Tauber es va formar amb ell entre 1911 i 1913 a Friburg de Brisgòvia, on Beines va dirigir el Cor Concòrdia. Va ser en un dels seus concerts el 17 de maig de 1912, quan va debutar Tauber. Més tard Beines va viure i ensenyar a Darmstadt, i finalment a Bad Wörishofen, on va morir.